# Méral
Méral là một xã thuộc tỉnh Mayenne trong vùng Pays de la Loire tây bắc nước Pháp. Xã này nằm ở khu vực có độ cao trung bình 95 mét trên mực nước biển.
Sông Oudon tạo thành một phần ranh giới đông bắc thị trấn.